# Aurelio Mistruzzi
Aurelio Mistruzzi (Villaorba, 7 febbraio 1880 – Roma, 25 dicembre 1960) è stato uno scultore e medaglista italiano.

## Biografia

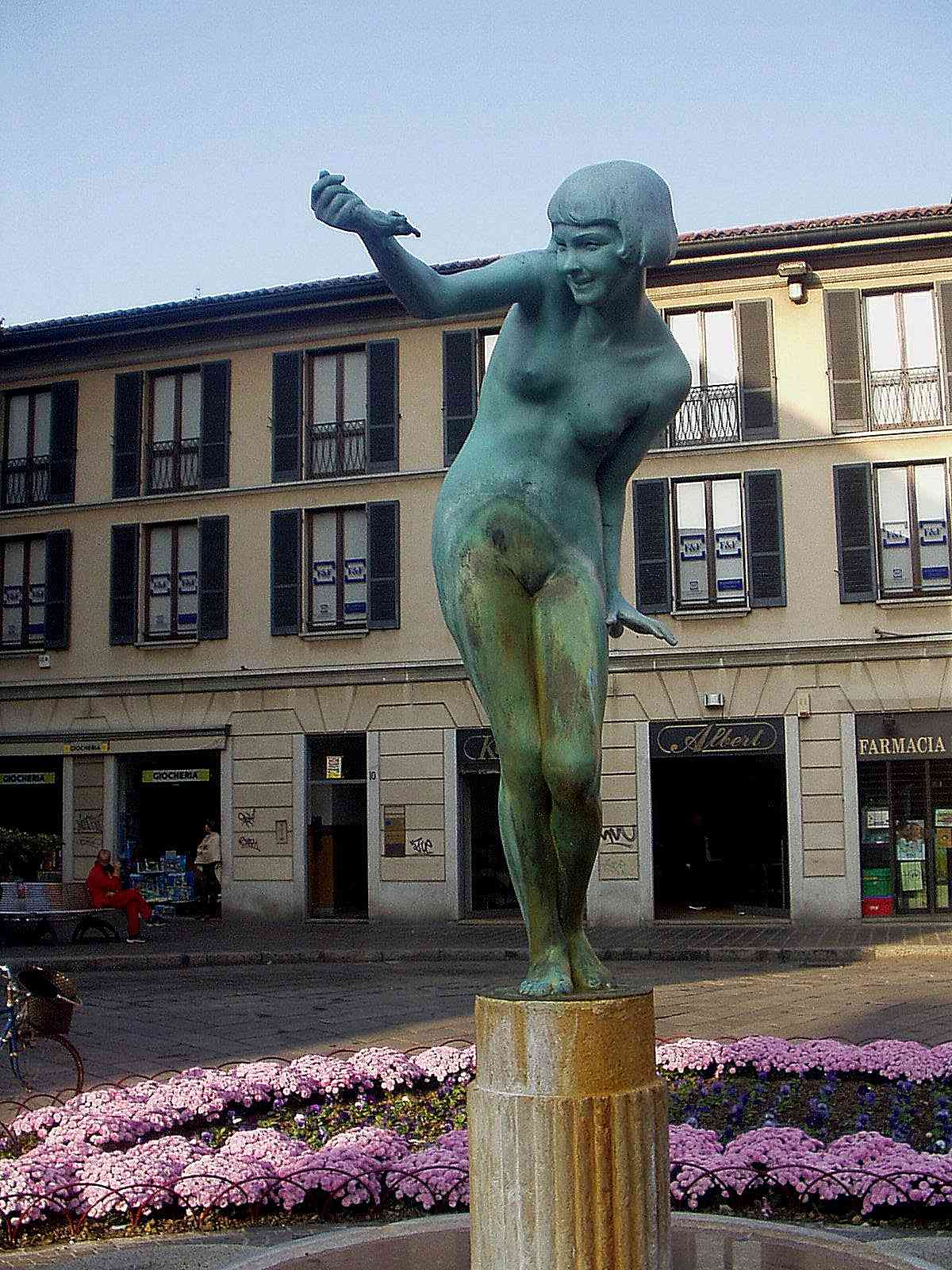
Aurelio Mistruzzi
Fontana delle rane, 1932, Monza

Nato a Villaorba di Basiliano nel 1880, frequenta la Scuola d'Arte di Udine ai corsi dello scultore De Paoli. 
S'iscrive poi all'Accademia di Venezia e poco dopo si trasferisce a Milano per seguirvi i corsi serali dell'Accademia di Brera tenuti da Mazzucchelli e di Pellini, scultori di linguaggio impressionista. Si avvicina poi ai modi veristi di Vela.
Nel 1908, grazie ad una borsa di studio, può seguire la Scuola dell'arte della medaglia a Roma.
Nel 1914 ottiene l'importante commessa della decorazione scultorea del Palazzo Municipale di Udine che esegue in collaborazione con Raimondo D'Aronco  con gruppi statuari monumentali dedicati alle virtù civili e politiche (La vittoria del lavoro, Il Lavoro, L'unione e la forza, Venezia e Terza Italia, Impero e Patriarcato).
Si dedica anche alle commissioni private, in particolare alla statuaria funeraria.
Dopo la fine della Prima guerra mondiale è incaricato di numerosi monumenti ai caduti per numerose località friulane, oltre che di statuaria sacra come ad esempio per la Basilica del Santo a Padova e alcune chiese di Roma.
Dai primi anni venti del Novecento si dedica con assiduità anche alla medaglistica e alla monetazione. Firma le monete di Pio XI e parte di quelle di Pio XII.
Cospicua è inoltre la sua produzione di carattere civile e profano: da ricordare la bella Fontana delle Rane a Monza.
Tra le ultime opere il suo monumento al generale Trujillo a Santo Domingo (1957).
Muore a Roma nel 1960.

### Lo "Schindler" di Udine
Nell'ottobre del 1943 insieme alla moglie Melania, nascose e salvò Lea Polgar, una bimba ebrea di Fiume. Le avevano creato un nascondiglio accanto al camino, dove la bimba passava tutto il tempo a cucire con la paura perenne che qualcuno la scoprisse. Ricorda lei stessa in un'intervista: “Posso solo raccontare la mia piccola storia di bambina che, a 10 anni, fui costretta a lasciare la mia famiglia, con lo zaino in spalla con tutte le mie cose e qualche moneta per i bisogni che potevano presentarsi. Fui portata in questa casa ed entrai da quella porta. Sono state due persone molto coraggiose. Sono state come dei nonni. Il maestro parlava poco e quando sono arrivata, senza dire niente, mi fece vedere uno sportello. Mi disse che quando avrebbe fatto un segno con la testa io mi dovevo nascondere lì dentro e non sarei dovuta uscire fino a quando non mi veniva a prendere. Per fortuna non c’è mai stato bisogno di aprire quella botola .Oltre che coraggiosi erano anche molto modesti e generosi. Quando dissi loro che volevo proporli allo Yad Vashem mi dissero di lasciar perdere, che non avevano fatto nulla di particolare. Per loro è stata una cosa normale, anche se pericolosa. Alla fine mi sono decisa ad agire e ho iniziato il mio iter. L’ho detto anche a Lea, la figlia di Aurelio e Melanie, e alla fine, prima che diventassi troppo vecchia, ci sono riuscita". fonte https://romah24.com/
Lea non fu l'unica ad essere salvata dai campi di concentramento. Aurelio mise le sue doti artistiche al servizio dell'impegno umano e civile e assieme alla moglie Melania, salvò diversi ebrei falsificando i loro documenti.

## Premi e riconoscimenti
- Secondo premio alla "II Exposicion Nacional de Numismatica et Internacional de Medallas di Madrid", 18 novembre /2 dicembre 1951[1]

- Il 30 Luglio del 2007, lo Yad Vashem  ha riconosciuto Aurelio e Melania Mistruzzi come "Giusti tra le Nazioni".